# Sarvsjön (Regna socken, Östergötland)
Sarvsjön är en sjö i Finspångs kommun i Östergötland och ingår i Nyköpingsåns huvudavrinningsområde.